# Hans Reichelt
Pour les articles homonymes, voir Reichelt.
Hans Reichelt, né le 30 mars 1925 à Prószków (Haute-Silésie, Prusse) actuellement en Pologne et mort le 14 janvier 2025, est un homme politique est-allemand. 
Il est ministre de l'Agriculture, des Forêts et de l'Agroalimentaire en 1953 puis entre 1955 et 1963, puis ministre de la Protection de l'environnement et de la Gestion de l'eau entre 1972 et 1990.

## Biographie

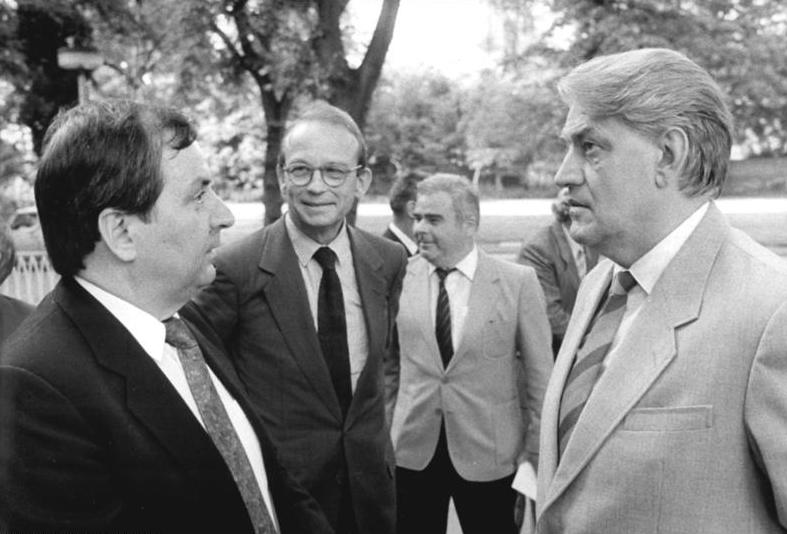
Hans Reichelt (à droite) et le ministre fédéral de l'Environnement Klaus Töpfer (à gauche) et le Représentant permanent de la république fédérale Hans Otto Bräutigam en 1988.